# Randaberg
Randaberg är en kyrkby som utgör centralort i Randabergs kommun i Rogaland fylke i västra Norge. Orten ingår i den sammanväxta tätorten Stavanger/Sandnes och ligger vid fylkesväg 4590, där denna möter fylkesväg 4598, fylkesväg 4600 och fylkesväg 4602, väster om Europaväg 39. Här finns Randabergs kyrka.
Tidigare har orten tillhört dåvarande Hetlands kommun.

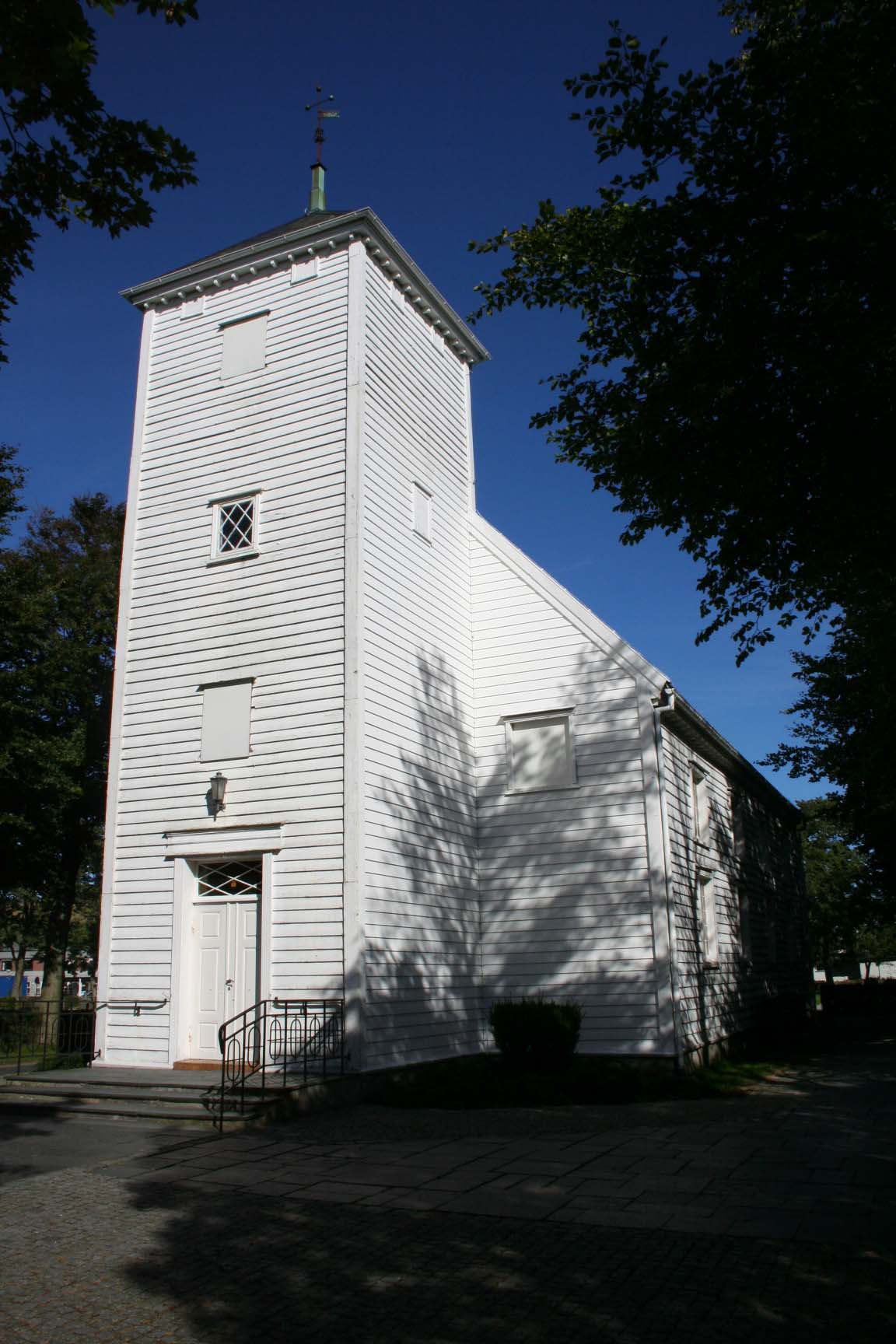
Randabergs kyrka.